# Harburger TB
Harburger TB – niemiecki klub sportowy z hamburskiej dzielnicy Harburg, grający obecnie w Bezirkslidze Hamburg-Süd (odpowiednik siódmej ligi). Został założony w 1865 roku i istnieją w nim sekcje piłki nożnej, koszykówki, piłki ręcznej, lekkoatletyki, tańca, tenisa, tenisa stołowego, sportów walki i gimnastyki. Największym rywalem klubu jest jego sąsiad zza miedzy Harburger SC.

## Historia
- 06.09.1865 – został założony jako Harburger TB (Harburger Turnerschaft von 1858 połączył się z Männerturnverein von 1861).
- 18.10.1910 – założenie w klubie sekcji piłkarskiej.

## Sukcesy
- 4 sezony w Oberlidze Nord (1. poziom): 1949/50 i 1952/53-1954/55.